# میگل آمادو
میگل آمادو (انگلیسی: Miguel Amado؛ زادهٔ ۲۸ دسامبر ۱۹۸۴) بازیکن فوتبال اهل اروگوئه است.
از باشگاه‌هایی که در آن بازی کرده‌است می‌توان به باشگاه ورزشی دفنسور، باشگاه فوتبال پنیارول، و تیم ملی فوتبال اروگوئه اشاره کرد.